# Harry Hay
Harry Hay (n. 1893, City of Maitland⁠(d), Noul Wales de Sud, Australia – d. 30 martie 1952, Manly Council⁠(d), Noul Wales de Sud, Australia) a fost un înotător ce a reprezentat Australia, medaliat olimpic. A participat la o ediție a Jocurilor Olimpice (1920) în care a câștigat două medalii de argint.